# Roman Fuchs
Roman Fuchs (14 de enero de 1998) es un deportista francés que compite en natación. Ganó una medalla de bronce en el Campeonato Europeo de Natación de 2022, en la prueba de 4 × 200 m libre.

## Palmarés internacional
| Campeonato Europeo | Campeonato Europeo | Campeonato Europeo | Campeonato Europeo |
| Año                | Lugar              | Medalla            | Prueba             |
| ------------------ | ------------------ | ------------------ | ------------------ |
| 2022               | Roma (Italia)      | Medalla de bronce  | 4 × 200 m libre    |